# Giovanni Niccolò Servandoni

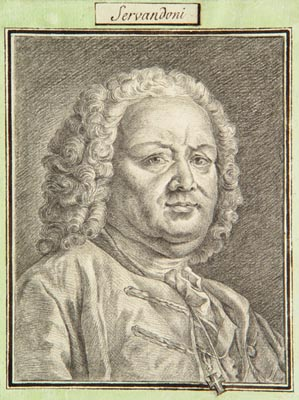
Giovanni Niccolò Servandoni,.

Giovanni Niccolò Geronimo (eller Jean Nicolas Jérôme) Servandoni, född den 2 maj 1695 i Florens, död den 19 januari 1766 i Paris, var en fransk arkitekt och målare.
Servandoni, som var son till en fransman, studerade måleri och arkitektur i Rom, kom till Paris 1724 och vann ett ansett namn, till en början som teaterdekoratör. Han var dekorationsmålare vid operan till 1742, väckte sensation genom den dekorativa uppsättningen av operan Orion (1724) och utförde sedan många andra arbeten inom samma konstart. Han var även landskapsmålare; Tempel och ruiner (1731) medförde hans inval i akademien.  
Hans mest betydande arbete inom byggnadskonsten blev fasaden till kyrkan Saint Sulpice (efter tävlan påbörjad 1733), en öppen kolonnhall i stora enkla mått, i två våningar, flankerad av två torn - dessa uppfördes efter ritningar, utförda av hans efterföljare Maclaurin och Chalgrin. Denna fasad betecknar den antikiserande smakens första betydande landvinning i fransk arkitektur. 
År 1732 blev han utnämnd till Ludvig XV:s arkitekt. Bland Servandonis övriga arbeten är en kyrka i Coulanges i Bourgogne, kapellutstyrsel och altarverk på flera ställen och även utkast till torganläggningar (bland annat till Theaterplatz i Dresden). Han utförde också dekorationer till publika fester i Frankrike, London och Wien.